# Halloween (2007)
Halloween ist ein US-amerikanischer Horrorfilm von Regisseur Rob Zombie aus dem Jahr 2007. Der Film ist eine Neuverfilmung von John Carpenters gleichnamigem Film aus dem Jahr 1978. Alternativtitel sind Rob Zombie’s Halloween oder Halloween 2007.

## Handlung
Der Film beginnt in der Kleinstadt Haddonfield in Illinois zu Halloween, am 31. Oktober. Deborah Myers wird in die Schule ihres zehnjährigen Sohnes Michael gerufen, nachdem der Sohn durch eine Beleidigung des Direktors verhaltensauffällig geworden ist. Doch noch mehr ist die Schulleitung über eine Reihe von Polaroids beunruhigt, die in Michaels Tasche entdeckt wurden: Auf ihnen sind getötete Tiere abgebildet. Zum Gespräch wird der Kinderpsychologe Dr. Samuel J. Loomis hinzugezogen, der an Michael die ersten Warnzeichen eines Psychopathen erkennt und Michaels Mutter bittet, den Jungen weiter untersuchen zu dürfen.
Michael bricht in der Zwischenzeit sein Schließfach auf und holt daraus seine Halloween-Maske. Dann lauert er dem Mitschüler auf, der ihn am Vormittag bedroht hat. Im Park schlägt er ihn mit einem Holzknüppel zusammen, bis dieser seinen Verletzungen erliegt. Als Michael gegen Abend nach Hause kommt, fesselt er zunächst Ronnie White, den Freund seiner Mutter, der vor dem Fernseher eingeschlafen ist, mit Klebeband und schneidet ihm dann die Kehle durch. Anschließend tötet er Steve, den gerade in der Küche essenden Freund seiner älteren Schwester Judith, mit einem Baseballschläger. Michael setzt sich die weiße Maske auf, die Steve mitgebracht hat, und ersticht seine Schwester, die in ihrem Zimmer auf Steve wartet. Als Deborah Myers nach Hause kommt, findet sie ihren blutbespritzten Sohn mit der kleinen Schwester auf dem Arm vor dem Haus auf.
Michael wird wegen Mordes verurteilt und in die Hochsicherheitspsychiatrie Smith’s Grove Sanitarium eingewiesen, wo er unter der Überwachung von Dr. Loomis steht. In den ersten elf Monaten behauptet Michael Dr. Loomis gegenüber, sich nicht erinnern zu können, jemanden getötet zu haben. Seine Mutter besucht ihn regelmäßig und Michael zeigt ihr verschiedene Halloween-Masken, die er in seiner Zelle aus Papier und Kleister konstruiert.
Eines Nachts gibt ihm Ismael Cruz, ein ehemaliger Gefangener, mit dem er sich angefreundet hat und der im Sanatorium putzt, den Rat, sich mit der Situation abzufinden und sich von allem abzuschotten. Von diesem Moment an spricht Michael nicht mehr. Wenig später tötet er nach einem Besuch seiner Mutter eine Krankenschwester, die auf ihn aufpassen soll, mit einer Gabel, während Loomis seine Mutter zum Auto bringen will. Deborah Myers verkraftet diesen Vorfall nicht und bringt sich schließlich zuhause um.
Von nun an fertigt Michael weitere Masken an und hält sich an den Rat des Ex-Sträflings, kein Wort mehr zu sagen. Nach fünfzehn Jahren hält ihn schließlich auch Loomis für nicht mehr therapierbar. Schließlich geht Loomis in Rente und schreibt ein Buch über seine Zeit mit Michael Myers. Michael soll nun von der Heilanstalt in ein Gefängnis verlegt werden. Michael, inzwischen 27 Jahre alt und über zwei Meter groß, nutzt diese Gelegenheit, zerbricht seine Handschellen und ermordet von nun an alle, die ihm auf dem Weg in die Freiheit und zurück nach Haddonfield im Weg stehen: zuerst die Wachen im Sanatorium, dann den Ex-Sträfling Ismael Cruz und schließlich an einem Truckstop den LKW-Fahrer Big Joe Grizzley, dessen Kleidung er von nun an trägt.
Michael kehrt in den Ort seiner Kindheit zurück und holt sich im mittlerweile leerstehenden Haus seiner Mutter das Küchenmesser, mit dem er seine Schwester getötet hatte, und die Halloween-Maske von Steve. Beides hatte er unter den Dielen versteckt.
In Haddonfield ist wieder Halloween, und von nun an stehen Laurie Strode und ihre High-School-Freundinnen Annie Brackett und Lynda van der Klok im Mittelpunkt. In der Schulbibliothek bemerkt Laurie, dass eine ihr unbekannte Person sie beobachtet. Es ist Michael Myers.
In der Halloween-Nacht soll Laurie im Haus der Familie Doyle auf den kleinen Tommy aufpassen. Unterdessen trifft sich Lynda mit ihrem Freund Bob in Michael Myers Elternhaus. Nach dem Sex soll Bob aus dem Auto Bier holen. Auf dem Rückweg wird er von Michael ermordet. Michael wirft sich ein weißes Leinentuch um, um Lynda in dem Glauben zu lassen, er sei ihr Freund Bob. Er nähert sich der nackten Lynda und erwürgt sie. In weiterer Folge begibt sich Michael in das Haus der Strodes und bringt dort Lauries Adoptiveltern um.
Dr. Loomis ist inzwischen über Michaels Flucht informiert und fährt sofort nach Haddonfield. Auf dem Weg dorthin besorgt er sich eine .357 Magnum. In Haddonfield angekommen, warnt er Sheriff Brackett, Annies Vater, dass Michael nach Haddonfield zurückgekommen ist und Menschen in Lebensgefahr sind. Während der Sheriff und Loomis zum Haus der Strodes fahren, erläutert Brackett, dass Laurie Strode niemand anderes als die kleine Schwester von Michael Myers ist. Nach dem Selbstmord von Michaels Mutter war Brackett der erste Polizist am Ort des Geschehens. Er fand dort das Baby vor und brachte es heimlich in ein nahegelegenes Krankenhaus, damit das Kind nicht mit dem Stigma der Verwandtschaft zu einem Mörder aufwachsen müsste.
In der Zwischenzeit erhält Laurie einen Anruf von Annie, die im Haus gegenüber die kleine Lindsey Wallace babysittet. Annie kann Laurie überzeugen, auch noch auf Lindsey aufzupassen, damit Annie währenddessen ihren Freund Paul treffen kann. Während Annie und Paul im Haus der Wallaces Sex haben, taucht Michael Myers auf und ermordet Paul; Annie schlägt er bewusstlos. Als Laurie ungeduldig wird und Lindsey wieder an Annie übergeben will, findet sie Annie blutüberströmt auf dem Fußboden und ruft sofort die Notrufnummer an. Doch Michael ist noch im Haus und greift Laurie an, die aber zurück zu den Kindern ins Haus der Doyles fliehen kann. Sheriff Brackett und Dr. Loomis erfahren vom Notruf und machen sich auf den Weg zu den Wallaces, während Michael ins Haus der Doyles eindringt.
Schließlich entführt Michael Laurie und bringt sie in sein Elternhaus. Dort nimmt Michael seine Maske ab und versucht, ihr mit einem alten Foto zu zeigen, dass sie seine Schwester ist. Doch Laurie versteht in ihrer Panik nicht, was Michael ihr mitteilen will, greift sein Messer und sticht auf ihn ein, bevor sie aus dem Haus flüchtet. Michael jagt sie durchs Haus, bis sie im leeren Swimmingpool landet und keinen Fluchtweg mehr hat. Doch nun taucht Dr. Loomis auf und schießt wiederholt auf Michael, bis dieser leblos liegen bleibt.
Als Laurie und Loomis im Auto sitzen und losfahren wollen, ist Michael wieder da, zerrt Laurie durch das Seitenfenster und schleppt sie zurück ins Haus. Loomis verfolgt ihn, versucht mit Michael zu sprechen, der ihm allerdings daraufhin die Augen zerquetscht. Laurie nimmt die Magnum des Arztes an sich und flüchtet ins Obergeschoss, verfolgt von Michael. Ihre Flucht endet auf dem Balkon, wo Michael sie dann angreift und gemeinsam mit ihr über die Brüstung fällt.
Als Laurie wieder bei Besinnung ist, sitzt sie auf dem blutenden Michael. Sie richtet den Revolver auf sein Gesicht und drückt mehrmals ab, aber die Trommel ist fast leer und es löst sich kein Schuss. Als Michael plötzlich nach ihrem Arm greift, drückt sie noch einmal ab, und diesmal ist eine Patrone in der Trommel.

## Kritiken
Dennis Harvey zeigte sich in Variety wenig begeistert, besonders im Vergleich zu Carpenters Original: „Während die Jugendlichen 1978 richtige Persönlichkeiten vorzuweisen hatten, sind sie hier kaum voneinander unterscheidbar: Taylor-Compton kann gut schreien; Klebe ist die übliche blonde Schlampe; Harris ist, öhm, die mit den dunklen Haaren.“
Harveys zusammenfassendes Urteil: „Was Drehbuchautor und Regisseur Zombie in die neu überarbeitete Geschichte einbringt, ist eine Vorliebe für grundlos krasse Dialoge der Marke ,Jerry Springer Uncensored!‘ (sogar nach dem White-Trash-Prolog reden alle Charaktere wie betrunkene Seemänner), viel Energie, aber wenige echte Gruselmomente, und ein Desinteresse an Charakteren und Glaubwürdigkeit.“
Das Lexikon des internationalen Films urteilt: „Neuverfilmung des Horrorfilm-Klassikers ,Halloween – Die Nacht des Grauens‘ von John Carpenter (1978), die in der ersten Hälfte durch eine kreative Weiterentwicklung ursprünglicher Handlungselemente überzeugt. Danach aber driftet der Film allzu bald ins Fahrwasser sinnfreier Metzeleien ab.“
Der Schriftsteller Stephen King bezeichnete den Film als „ausgezeichnete Neuverfilmung“ und „zweifellos inspirierte Produktion“.

## Hintergrund
- Der Film kam am 31. August 2007 in die amerikanischen Kinos und war ab dem 25. Oktober 2007 in den deutschen Kinos zu sehen.[6] Er wurde mit einem „Nicht jugendfrei“ der FSK ungeschnitten freigegeben. Der Director’s Cut mit SPIO/JK-Siegel wurde am 30. September 2008 indiziert. 13 Jahre später wurde die Indizierung zum 30. Juli 2021 wieder aufgehoben.[7]
- Die Dreharbeiten begannen am 29. Januar 2007 und endeten am 22. März 2007. An den insgesamt 38 Drehtagen wurde ausschließlich on location gedreht, es gibt keine Studioaufnahmen. Gedreht wurde zuerst in Los Angeles, ab dem 6. Februar dann in South Pasadena, wo auch John Carpenters Original gedreht wurde. Die letzten zehn Drehtage fanden dann an verschiedenen weiteren Orten in Südkalifornien statt.[8]
- Produzent Malek Akkads Vater Moustapha Akkad war der Produzent des Original-Halloween von 1978 und auch aller weiteren Filme der Halloween-Reihe. Malek Akkad war schon 1988 bei Halloween 4 am Set zugegen.[9]
- Für die Annie-Darstellerin Danielle Harris bedeutet die Beteiligung an dem Film ihre Rückkehr zur Halloween-Reihe. Bereits als junges Mädchen in den Altern von 11 und 12 Jahren spielte sie die Hauptrollen in den Teilen 4 und 5 als Michael Myers’ Nichte Jamie Lloyd.[10]
- In den ersten fünf Wochen spielte der Film in den USA 56,2 Millionen Dollar ein und weltweit 80,3 Millionen Dollar[11] und ist damit bereits jetzt der kommerziell erfolgreichste Film der Halloween-Reihe. Halloween H20, der zweiterfolgreichste, spielte in den USA 55,0 Millionen Dollar ein.
- Am 28. August 2009 kam der zweite Teil der neuverfilmten Halloween-Reihe in die US-Kinos. Ursprünglich war der deutsche Start für den 7. Dezember 2009 angekündigt worden. Halloween II (2009) kam allerdings doch erst am 2. März 2010 direkt auf DVD in den Handel. Leihbar war der Film bereits am 5. Februar 2010.